# هانس رایشنباخ
هانس رایشِنباخ (به آلمانی: Hans Reichenbach) (۱۹۵۳–۱۸۹۱) از برجسته‌ترین فیلسوفانِ علم در قرن بیستم و از طرفداران تجربه‌گراییِ منطقی بود. رایشنباخ در هامبورگ متولد شد و در دانشگاه برلین استادِ فلسفهٔ فیزیک بود. در ۱۹۳۸ به ایالات متحدهٔ آمریکا رفت و تا پایان عمر در دانشگاه کالیفرنیا، لس‌آنجلس استاد بود.
رایشنباخ بابت پژوهش‌هایش در مورد نتایج فلسفیِ نظریهٔ نسبیت و مکانیک کوانتمی، و نیز بابت آثارش در نظریهٔ احتمال و ماهیتِ قوانینِ طبیعت مشهور است. از میان فیلسوفان مشهورِ علم، هیلاری پاتنم و وزلی سالمون زیر نظر او دکترا گرفته‌اند.

## آثار
فهرست کامل آثار رایشنباخ (شاملِ بعضی ترجمه‌های آثار او)
پیدایش فلسفه علمی، هانس رایشنباخ، ترجمه موسی اکرمی